# Македония (1941)
Вижте пояснителната страница за други значения на Македония.
„Македония“ е български вестник, орган на Българските акционни комитети.
Излиза в Скопие след навлизането на българската армия в Македония. Директор-издател е Стефан Стефанов, редактори са Васил Хаджикимов и доктор Борис Благоев. Излизат общо 5 броя. Печата е в печатницата на В. Димчев Пупков. Вестникът защитава идеята за присъединяване на Македония към България пред алтернативата – независимо държавно съществуване.
Първи брой на вестника излиза на 15 април 1941 година. На първа страница в него е публикувана декларация от Централния български акционен комитет, в която се казва:
| „ | Българи! Македония е свободна! Свободна е Македония за вечни времена! Настъпи краят на робството, под което Македония изнемогваше допреди няколко дни само. Вековното македонско робство, гръцко, турско и сръбско, духовно и политическо, а в ХХ век и икономическо и социално, изчезна завинаги... Македония е вече свободна и е вече част от общобългарската национална общност... | “ |

В уводната статия на 3 май 1941 г. Сефанов пише:
| „ | За своето обединение в една българска държава българският народ води вековни епични борби и даде безбройни и очевидни жертви. Провидението не забрави българския народ, Господ благослови неговите усилия в неговата свята борба и в неговата историческа мисия. Затова днес българският народ празнува с пълно право най-големия ден на своя живот, своето възкресение от вековното робство – свободата на поробените български земи Македония, Тракия, Добруджа, Моравско, Западните покрайиния и тяхното обединение в силна българска държава. | “ |

На 7 юни 1941 година се закриват Българските акционни комитети, с което вестникът престава да излиза, а на негово място излиза вестник „Целокупна България“.